# Eleições federais no Canadá em 2008
As eleições federais canadenses de 2008 foram realizadas em 14 de outubro.

## Realização antecipada

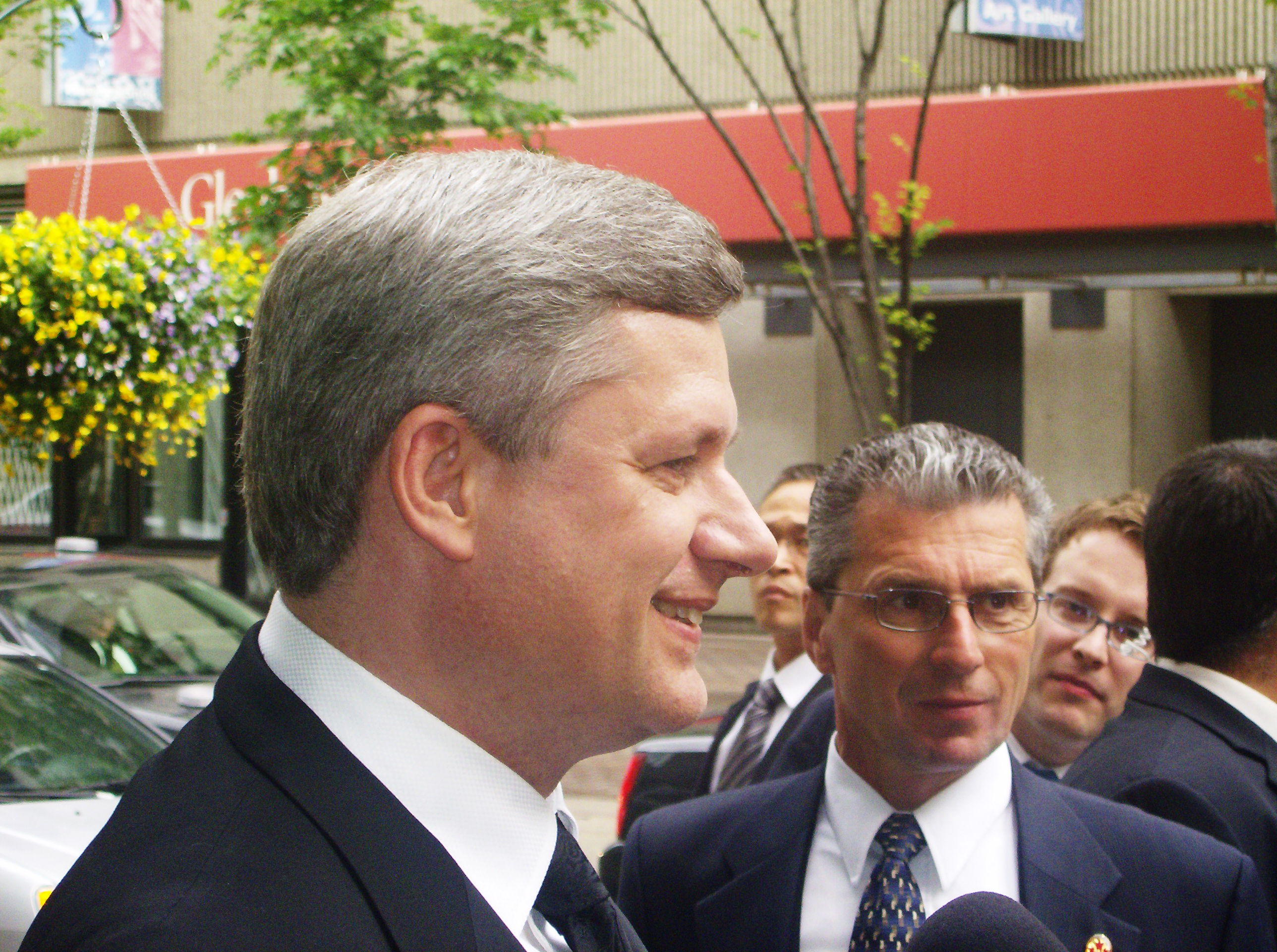
Foto de Stephen Harper.

O primeiro-ministro canadense, Stephen Harper, anunciou a convocação antecipada de eleições gerais para 14 de outubro, após se reunir com a governadora geral canadense, Michaëlle Jean. O motivo segundo ele foi que o Parlamento (que foi dissolvido) era "disfuncional" e agora era o momento para que "o povo do Canadá escolha o caminho para frente". Após ganhar as eleições de 2006, aprovou em maio de 2007 uma lei que estabelecia que a próxima convocação às urnas deveria acontecer em 19 de outubro de 2009.
A decisão rompeu uma das principais promessas eleitorais do Partido Conservador de Harper, que prometeu acabar com a arbitrariedade da realização de eleições no país, estabelecendo uma data fixa.

## Resultados
O Partido Conservador declarou-se vitorioso, mesmo com apenas 38% dos votos, o que lhe determina que continuará fazendo parte de um governo de minoria. Além dos 38% de Stephen Harper, o Partido Lideral ficou com 26,3% com votos, o que foi considerado baixo pois conseguiu-se 78 cadeiras no Parlamento, sendo que nas últimas eleições federais o partido conseguiu 103.